# Chmeľovec
Chmeľovec (em húngaro: Tapolykomlós) é um município da Eslováquia, situado no distrito de Prešov, na região de Prešov. Tem 7,28 km² de área e sua população em 2018 foi estimada em 442 habitantes.

## Demografia
| Ano:        | 1994 | 2004   | 2014   | 2024   |
| ----------- | ---- | ------ | ------ | ------ |
| Broj ljudi: | 402  | 436    | 442    | 466    |
| Razlika:    |      | +8,45% | +1,37% | +5,42% |

| Ano:               | 2023 | 2024   |
| ------------------ | ---- | ------ |
| Número de pessoas: | 451  | 466    |
| Diferença:         |      | +3,32% |